# Gundelsheim (Württemberg)
Gundelsheim este un oraș din landul Baden-Württemberg, Germania.

## Muzee
În localitate funcționează Muzeul Transilvănean, alături de Institutul Transilvănean și Biblioteca Transilvăneană, toate trei dedicate moștenirii culturale a sașilor transilvăneni.